# The Turn of the Screw
The Turn of the Screw (Brasil: A Volta do Parafuso ou A Outra Volta do Parafuso / Portugal: Calafrio), originalmente publicado em 1898, é uma novela de fantasma escrita por Henry James, que originalmente foi lançada de forma serial na revista Collier's Weekly (27 de janeiro – 16 de abril de 1898). Em outubro de 1898, a novela apareceu em The Two Magics, um livro publicado pela Macmillan Publishers em Nova Iorque, e pela Heinemann em Londres, classificada em ambas como Literatura gótica e uma história de fantasmas. A novela enfoca uma governanta que, cuidando de duas crianças em um local remoto,  começa a perceber que seu mundo está assombrado.
No século em que foi publicado, The Turn of the Screw se tornou um marco fundamental para os estudos acadêmicos da Neocrítica. Com diferentes interpretações, muitas vezes mutualmente excludentes, muitos críticos tentaram determinar a exata natureza do mal insinuado na história. Outros argumentaram, no entanto, que o brilho da novela resulta da sua capacidade de criar um sentido íntimo de confusão e de suspense dentro do leitor.
A novela foi adaptada diversas vezes, em programas de rádio, cinema e televisão, incluindo as talvez mais conhecidas, a peça da Broadway em 1950 e o filme de 1961, The Innocents, dirigido por Jack Clayton, com Deborah Kerr e Michael Redgrave.

## Enredo
Na véspera de Natal, um narrador não identificado ouve Douglas, um amigo, ler um manuscrito escrito por uma antiga governanta a quem Douglas afirma ter conhecido e que agora está morta. O manuscrito conta a história de como a jovem preceptora fora contratada no passado por um homem que se tornara responsável por duas crianças, um sobrinho e uma sobrinha, depois da morte de seus pais, mas que não tivera interesse em criá-los, preferindo deixá-los a cargo de uma governanta. Ele vive em Londres, mas também tem uma casa de campo, Bly.
O menino, Miles, frequenta um colégio interno, enquanto sua jovem irmã, Flora, vive na casa de campo em Essex, aos cuidados da caseira, Mrs. Grose. O tio de Miles e Flora, o patrão da nova governanta, dá a ela o cuidado completo da educação das crianças, deixando-lhe ordens explícitas de não incomodá-lo com qualquer tipo de informação, em nenhuma circunstância, e a governanta então se muda para a casa de campo para iniciar seu trabalho.
Miles retorna para casa no verão, após a chegada de uma carta da direção da escola, informando que ele foi expulso. Miles jamais fala sobre tal acontecimento, e a governanta hesita em falar sobre a questão, pois teme que haja algum terrível segredo atrás dessa expulsão, e ao mesmo tempo sente-se cativada pelo adorável garoto, evitando pressioná-lo para descobrir mais. Começa, porém, a observar nos passeios na propriedade, a presença de um homem e de uma mulher que ela não conhece. Tais personagens vêm e vão sem serem notados por outros serviçais da casa, e são sentidos pela governanta como sobrenaturais. Ela descobre através de Mrs. Grose que a governanta sua predecessora, Miss Jessel, e um outro empregado, Peter Quint, tinham tido um relacionamento sexual, e percebe que, após suas mortes, Jessel e Quint costumam conviver com Flora e Miles, o que lhe convence do sinistro significado, de que as duas crianças estão secretamente conscientes da presença dos fantasmas.
Uma tarde, sem sua permissão, Flora deixa a casa enquanto Miles toca piano, e a governanta acompanhada de Mr. Grose a procura, indo encontrá-la à margem do lago, o que convence a governanta de que Flora foi falar com o fantasma da Miss Jessel, porém ao confrontar Flora, ela nega ter visto Miss Jessel. Por sugestão da governanta, Mrs. Grose leva Flora para seu tio, deixando a governanta com Miles, que naquela noite finalmente fala com ela sobre sua expulsão do colégio; o fantasma do Quint aparece para a governanta na janela. A governanta então protege Miles, que tenta ver o fantasma. A governanta percebe então que ele já não está controlado pelo espírito, mas  morreu em seus braços, e o fantasma desapareceu.

## Título
No início da novela, na véspera do Natal, quando um grupo de amigos, ao pé do fogo, relata histórias fantásticas, um dos participantes, Douglas, instigado pelos relatos, resolve tirar da gaveta uma narração mais arrepiante, revelando que a sua história seria mais emocionante do que a que acabara de ouvir, sobre o fantasma de Griffin, que aparecera a uma criança: “Se uma criança aumenta a emoção da história e dá outra volta ao parafuso, que diriam os senhores de duas crianças?”.

## Temas principais
Ao longo de sua carreira James foi atraído por histórias de fantasmas, entretanto, ele não era um apreciador dos estereótipos de tal estilo e preferiu criar fantasmas que seriam extensões sinistras da realidade cotidiana, "o estranho e sinistro construído sobre o tipo normal e fácil", como ele diria no prefácio de sua história de fantasmas final, The Jolly Corner, em New York Edition.
Com The Turn of the Screw, muitos críticos questionam se a atmosfera "estranha e sinistra" estaria apenas na mente da governanta e não faria parte da realidade, e o resultado desse questionamento tem sido uma longa disputa crítica entre a realidade dos fantasmas e a sanidade da governanta. Além da disputa, os críticos têm examinado atentamente a técnica narrativa de James para a história. O enquadramento feito na introdução e a subsequente narrativa em primeira pessoa pela governanta têm sido estudados por teóricos da ficção interessados no poder das narrativas ficcionais para convencer ou até mesmo manipular os leitores.
As imagens de The Turn of the Screw remontam à literatura gótica, e a ênfase em edifícios antigos e misteriosos em toda a novela reforçam esta ideia. James também relaciona a quantidade de luz presente em várias cenas com o sobrenatural ou as forças fantasmagóricas. A personagem da governanta remete diretamente a The Mysteries of Udolpho e indiretamente a Jane Eyre, evocando uma comparação entre a governanta não apenas para a personagem de Jane Eyre, mas também para a personagem de Bertha, a louca confinada em Thornfield.

## Significado literário e artístico
Oliver Elton escreveu em 1907 que “Há... dúvida, levantada e mantida em suspenso, se, afinal, os dois fantasmas que podem escolher para quais pessoas eles aparecerão, são fatos, ou delírios da jovem preceptora que narra a história”. Edmund Wilson foi outro que propôs o questionamento da sanidade da governanta, postulando a repressão sexual como a causa de suas experiências. Wilson eventualmente mudou sua opinião, após considerar a descrição pormenorizada de Quint do ponto de vista da governanta. John Silver, porém, salientou questões na história que levariam a creditar que a governanta poderia ter conhecimento prévio da aparência de Quint de forma não-sobrenatural. Isso induziu Wilson a retornar à sua opinião original, de que a governanta estava delirando e que os fantasmas existiam apenas na sua imaginação.
William Veeder vê a eventual morte de Miles como induzida pela governanta. Em uma complexa leitura psicanalítica, Veeder conclui que a governanta expressa a raiva reprimida por seu pai e pelo mestre de Bly sobre Miles.
Outros críticos, no entanto, têm defendido a governanta. Eles defendem que as cartas de James no prefácio da Edição de Nova Iorque, e o seu Notebooks of Henry James não contêm nenhuma evidência definitiva de que The Turn of the Screw tenha sido concebido como algo diferente de uma simples história de fantasmas, e James certamente escreveu outras histórias de fantasmas que não dependem da imaginação do narrador. Por exemplo, Owen Wingrave inclui um fantasma que causa a morte súbita de seu personagem-título, embora ninguém realmente possa vê-lo. James, em seus Notebooks indica que ele se inspirou originalmente em um conto que ouvira de Edward White Benson, o Arcebispo da Cantuária. Há indícios de que a história referida por James foi sobre um incidente ocorrido em Hinton Ampner, quando em 1771 uma mulher chamada Mary Rickettsse mudou de sua casa depois de ver as aparições de um homem e uma mulher, dia e noite, olhando através das janelas, curvando-se sobre as camas e fazendo-a sentir que seus filhos estavam em perigo.

Em um comentário de 2012 no The New Yorker, Brad Leithauser deu a sua própria perspectiva sobre as diferentes interpretações da novela de James:
Todas as tentativas de 'resolver' o livro, vinculadas à admiração por ele, sem querer trabalham em direção a sua diminuição [; seu] profundo prazer encontra-se na bela maneira com que James se recusa a descer em ambas as alternativas... o livro torna-se um modesto monumento à busca ousada da ambigüidade.
 De acordo com Leithauser, o leitor é levado a se divertir tanto com a proposição que a governanta é louca, quanto com a proposição de que os fantasmas realmente existem, e a considerar as terríveis implicações de cada uma das alternativas.
O poeta e crítico literário Craig Raine, em seu ensaio Sex in nineteenth-century literature, afirma categoricamente sua crença de que os leitores vitorianos teriam identificado os dois fantasmas como pedófilos.

## Publicação
The Turn of the Screw foi originalmente publicado na revista Collier's Weekly, em 12 capítulos, entre 27 de Janeiro e 16 de abril de 1898). A ilustração do título, de John LaFarge, apresenta a governanta com seu braço em torno de Miles. A ilustração dos episódios foi de Eric Pape.

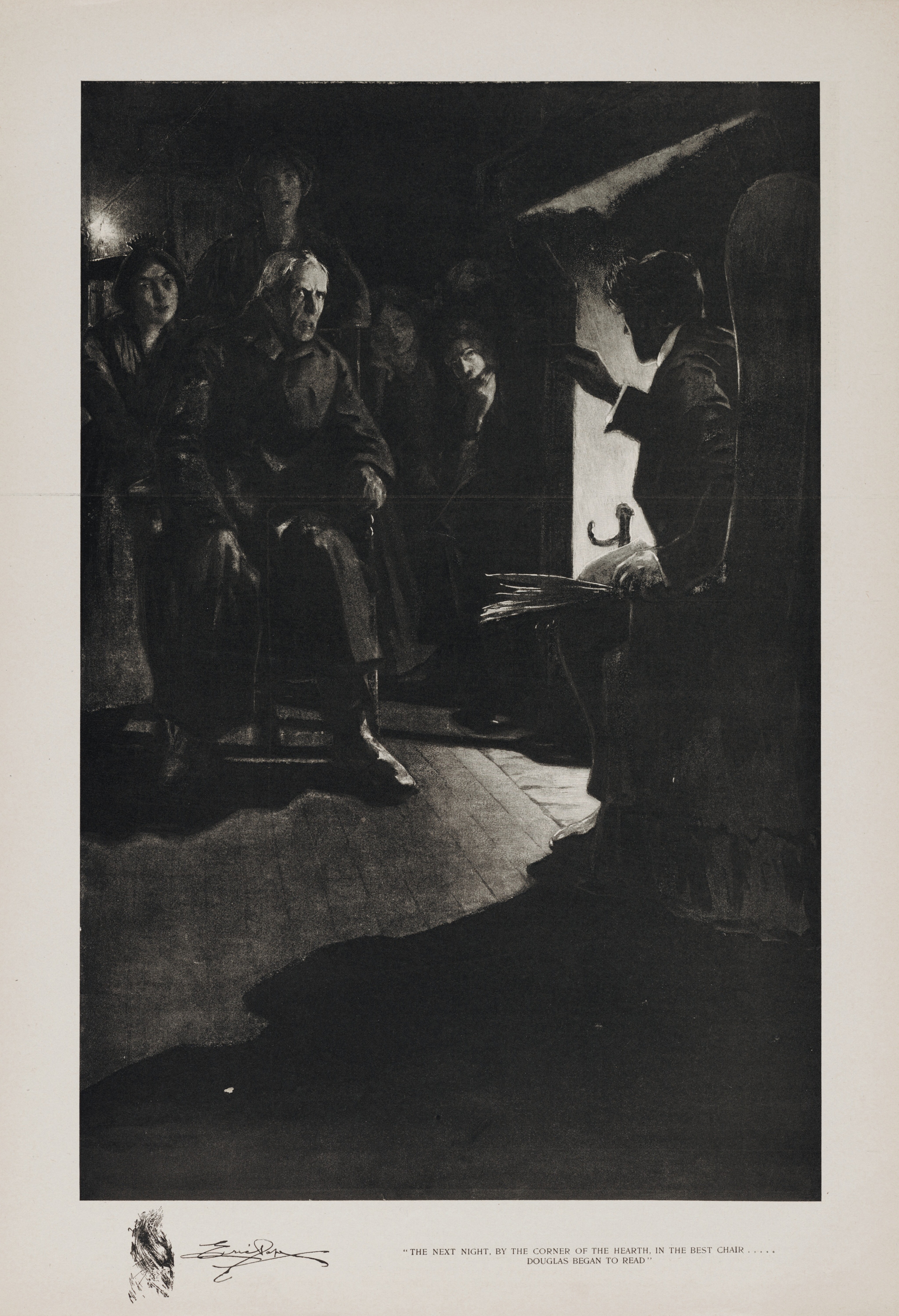
"Na noite seguinte, pelo canto da lareira, na melhor cadeira... Douglas começou a ler"
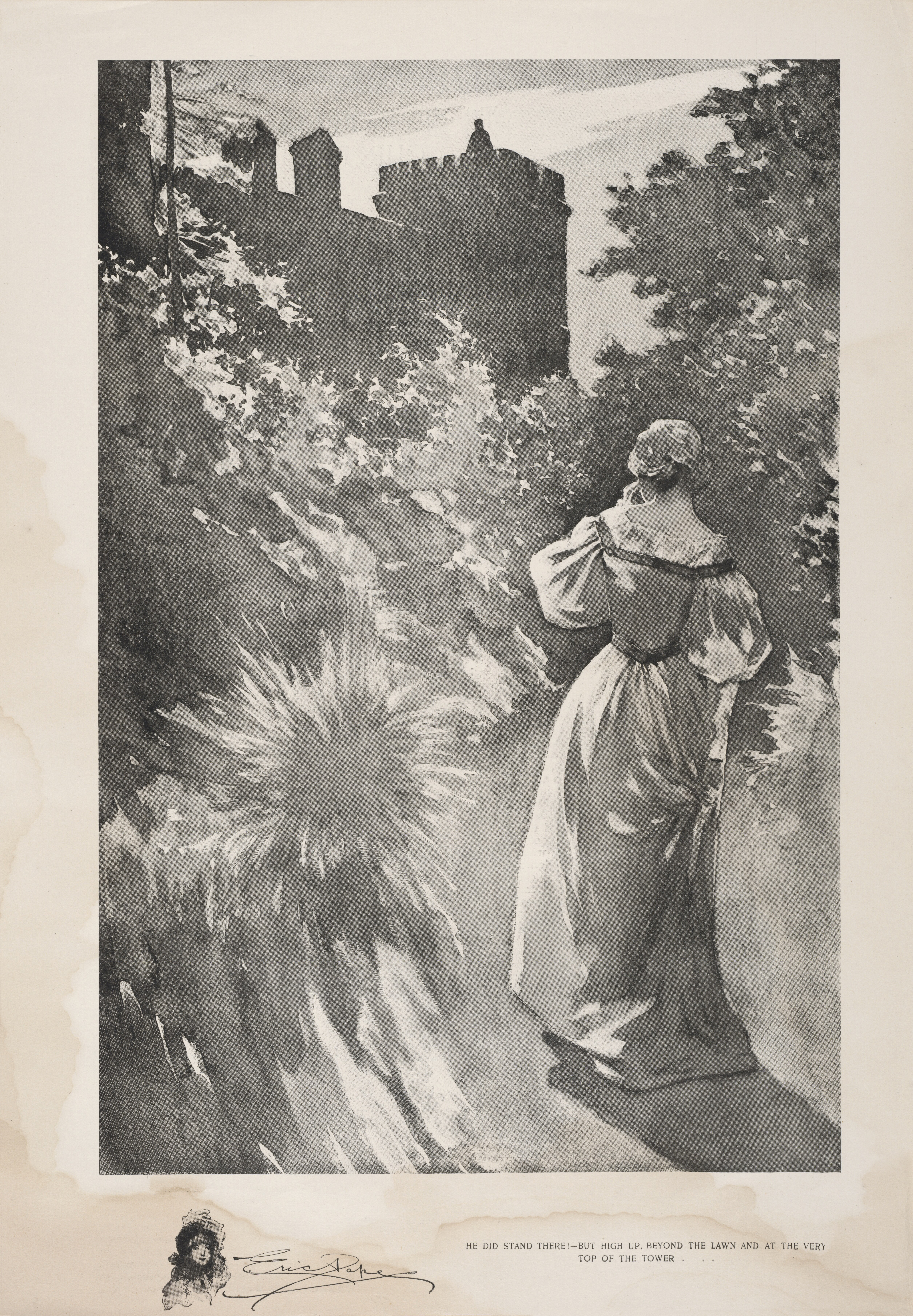
"Ele está parado ali! — mas alto, além do gramado e no topo da torre"
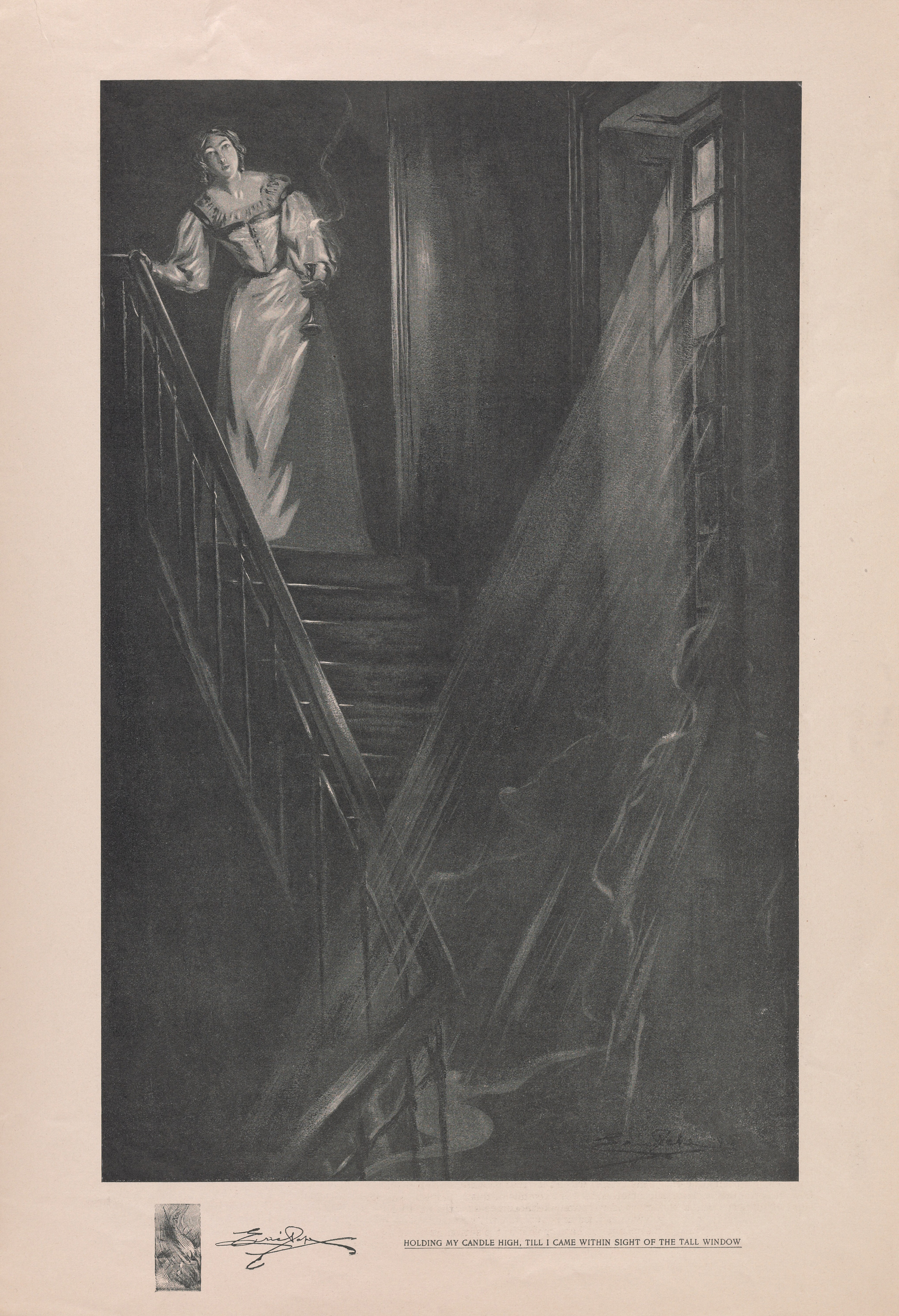
"Segurando a minha vela no alto, até que eu o vi dentro da vista da janela"
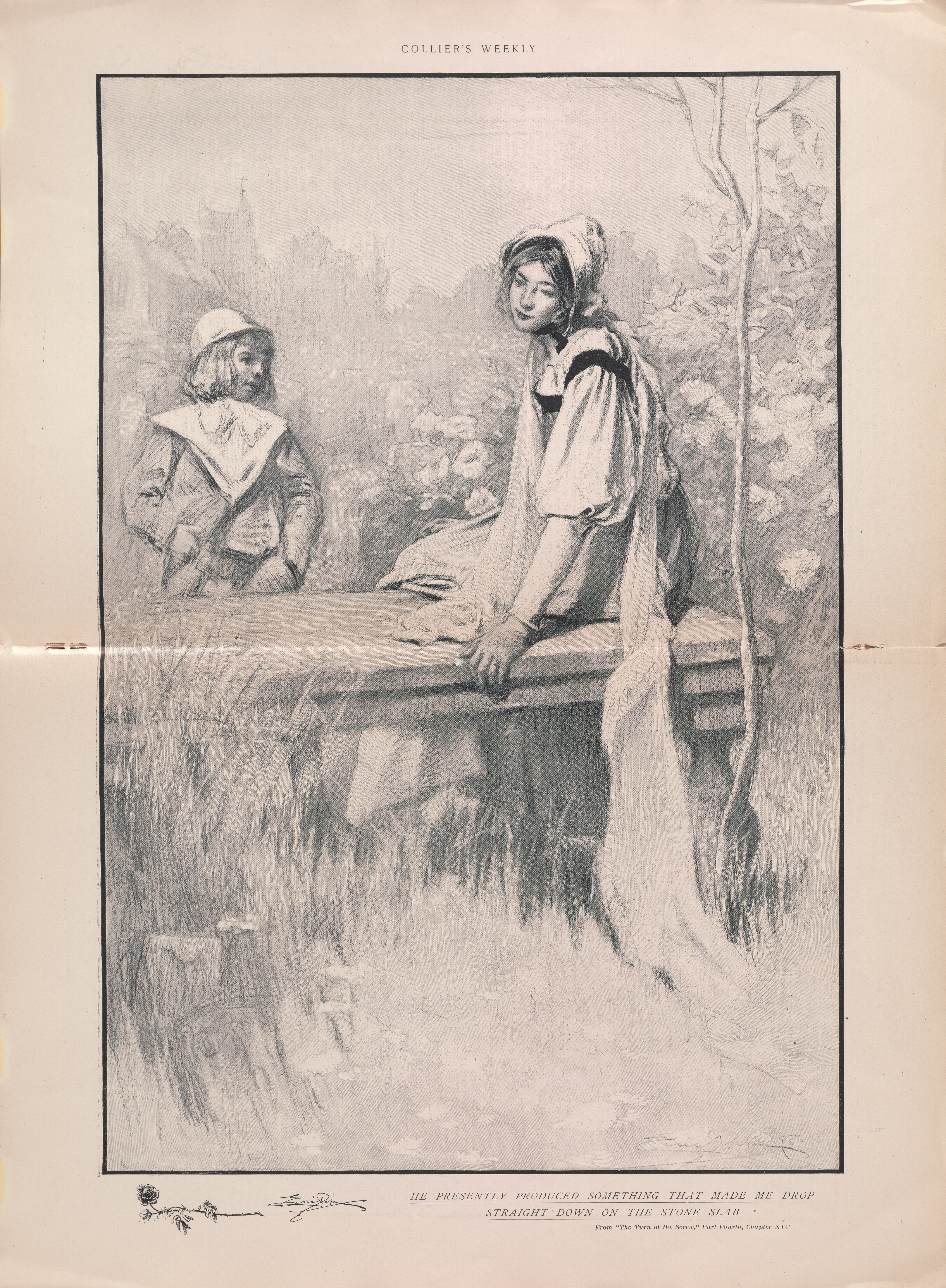
"No momento, ele fez algo que me fez cair direto sobre a laje de pedra"
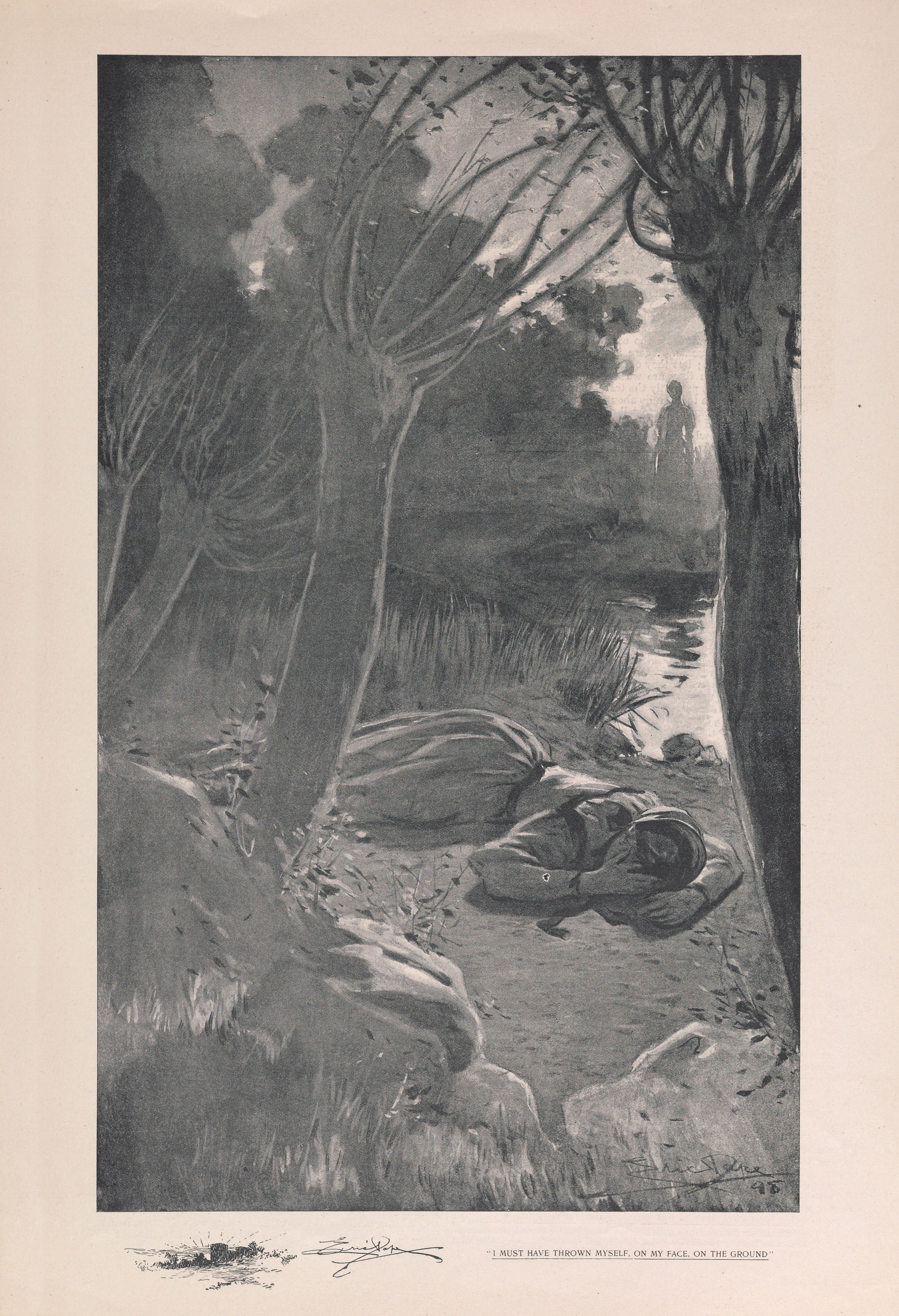
"Eu precisei me lançar com o meu rosto sobre o chão"

Em outubro de 1898, a novela apareceu como a história Covering End em um volume intitulado The Two Magics, publicado pela Macmillan em Nova Iorque e pela Heinemann em Londres.
James revisou The Turn of the Screw dez anos depois da edição de Nova Iorque. No The Collier's Weekly Version of The Turn of the Screw (2010), o conto foi apresentado no seu formato seriado inicial com uma análiose detalhada das mudanças que James fizera ao longo do tempo.

## Adaptações
The Turn of the Screw teve várias adaptações em vários tipos de mídia, e muitas delas foram sujeitas a análises acadêmicas da literature de Henry James e da cultura neo-vitoriana. Houve uma adaptação para ópera por Benjamin Britten, que estreou em 1954, e a ópera foi filmada em várias ocasiões. A novela foi adaptada para o bale em 1980, por Luigi Zaninelli, e separadamente encenado como um balé em 1999, por Will Tucket do Royal Ballet. Harold Pinter dirigiu The Innocents (1950), uma peça da Broadway que era uma adaptação de The Turn of the Screw, e uma subsequente peça homônima adaptada por Rebecca Lenkiewicz foi apresentanda como uma co-produção da Hammer e do Almeida Theatre, em Londres, janeiro de 2013.

### Filmes
Há vários filmes adaptados e baseados na novela. O criticamente aclamado The Innocents (1961), dirigido por Jack Clayton, e o filme de Michael Winner, The Nightcomers (1972) foram dois exemplos dessa adaptação ao cinema. Outras adaptações para o cinema foram The Turn of the Screw de Rusty Lemorande, em 1992; o filme em língua espanhola de Eloy de la Iglesia, Otra vuelta de tuerca (The Turn of the Screw, 1985); e ainda os filmes Presence of Mind (1999), dirigido por Atoni Aloy; In a Dark Place (2006), dirigido por Donato Rotunno e o filme em língua portuguesa de Walter Lima Jr., Através da Sombra (Through the Shadow, 2016).The Others (2001) não é uma adaptação, porém possui alguns elementos em comum com a obra de James. Em 2018, a diretora Floria Sigismondi filmou uma adaptação da novela, denominada The Turning, na Kilruddery House, na Irlanda.
Com relação a filmes para a televisão, há uma adaptação estadunidense de 1959 que fez parte da série Startime, dirigida por John Frankenheimer e estrelada por Ingrid Bergman; uma adaptação alemã Die sündigen Engel (The Sinful Angel, 1962), uma adaptação de 1974, The Turn of the Screw, dirigida por Dan Curtis e adaptada por William F. Nolan; uma adaptação francesa denominada Le Tour d'écrou (The Turn of the Screw, 1974); uma adaptação mexicana, Otra vuelta de tuerca (The Turn of the Screw, 1981); uma adaptação de 1982, dirigida por Petr Weigl; uma adaptação de 1990, dirigida por Graeme Clifford; The Haunting of Helen Walker (1995), dirigida por Tom McLoughlin; uma adaptação de 1999, dirigida por Ben Bolt; uma versão de baixo custo feita em 2003, escrita e dirigida por Nick Millard; the Italian-language Il mistero del lago (The Mystery of the Lake, 2009); and um versão da BBC em 2009, The Turn of the Screw, adaptada por Sandy Welch e estrelada por Michelle Dockery e Sue Johnston.

### Literatura e releituras
Há uma releitura escolar de The Turn of the Screw feita por Adeline R. Tintner numa obra que inclui The Secret Garden (1911), de Frances Hodgson Burnett; Poor Girl (1951), da novelista Elizabeth Taylor; The Peacock Spring (1975), de Rumer Godden; Ghost Story (1975) de Peter Straub; The Accursed Inhabitants of House Bly (1994) de Joyce Carol Oates; e Miles and Flora (1997), adaptado por Hilary Bailey. Outras adaptações literárias foram Affinity (1999), de Sarah Waters; A Jealous Ghost (2005), de A. N. Wilson; e Florence & Giles (2010), de John Harding. Outras novelas inspiradas por The Turn of the Screw foram The Turning (2012), de Francine Prose e Tighter (2011), de Adele Griffin.

### Televisão
The Turn of the Screw também influenciou programas de televisão. Em dezembro de 1969, a série da ABC Dark Shadows apresentou uma história baseada em The Turn of the Screw. Na história, os fantasmas de Quentin Collins e Beth Chavez assombram a ala oeste do Collinwood, possuindo as duas crianças que vivem na mansão. A história deu origem a outra longa história em 1897, com Barnabas Collins viajando no tempo para evitar a morte de Quentin e assim parar a possessão. Os episódios de Star Trek: Voyager ("Cathexis", "Learning Curve" e "Persistence of Vision"), a capitã Kathryn Janeway é vista no holodeck atuando em cenas baseadas em The Turn of the Screw. Em 21 de fevereiro de 2019, a Netflix confirmou que na série The Haunting of Hill House foi adaptada a novela de James em The Haunting of Bly Manor.

## Edições em língua portuguesa
Em Portugal, a primeira tradução foi em 1943, por João Gaspar Simões, sob o título Calafrio, pela Editora Portugália, em Lisboa, o nº 3 da Coleção Os Romances Sensacionais. Essa tradução foi usada para edições posteriores da Portugália, tais como a de 1965, na Coleção de Bolso, quando foi o volume 78. A Difel (Difusão Europeia do Livro) publicou uma edição em 1983, também com a tradução de Simões, sob o mesmo título.
No Brasil, a primeira tradução foi feita por Brenno Silveira, em 1961, pela Editora Civilização Brasileira, sob o título Outra volta do parafuso, para a Coleção Biblioteca do Leitor Moderno, v. 21. Posteriormente a Civilização Brasileira lançou outras edições, como a de 1969 e 1972.
Em 1998, a Ediouro usou a tradução de Olívia Krähenbühl, sob o título A volta do parafuso.
Em 1972, é lançada a edição Lady Barberina - A Outra Volta Do Parafuso pela Editora Abril, na Coleção Os Imortais da Literatura Universal, volume 39.
A partir de 1988, a Scipione lança uma adaptação infanto juvenil feita por Claudia Lopes, na Série Reencontro, sob o título Os inocentes – a outra volta do parafuso. Essa adaptação foi relançada quase anualmente desde então, até meados de 2003.
Em 2008, a Coleção L&pm Pocket lançou A outra volta do parafuso seguido de Daisy Miller, com tradução de Guilherme da Silva Brava, em que a novela é seguida por Daisy Miller, também de autoria de Henry James.
Em 2010, a mesma tradução de Brenno Silveira foi usada pela Abril Cultural, na Coleção Clássicos Abril Coleções, volume 21.
Em 2011, a Editora Penguin – Companhia das Letras, lança a tradução de Paulo Henrique Britto, sob o título A outra volta do parafuso.
Além dessas traduções, destaca-se também uma tradução de Lucília Maria de Deus Mateus Rodrigues, sob o título Calafrio, pela Publicações Europa-América, de Lisboa, publicado em Lisboa em 2007, e uma tradução de Margarida Vale do Gato, também em Lisboa, sob o título A volta do parafuso, publicada pela Editora Relógios d’Água, em 2003, para a coleção Crime Imperfeito.

## Trabalhos citados
- Haralson, Eric L.; Johnson, Kendall (2009). Critical Companion to Henry James: A Literary Reference to His Life and Work. [S.l.]: Infobase Publishing. ISBN 978-1-4381-1727-0
- Heilmann, Ann (2010). «The Haunting of Henry James: Jealous Ghosts, Affinities and The Others». In:  Arias, Rosario; Pulham, Patricia. Haunting and Spectrality in Neo-Victorian Fiction: Possessing the Past. [S.l.]: Palgrave Macmillan. ISBN 978-0-230-24674-4
- Hischak, Thomas S. (2012). American Literature on Stage and Screen: 525 Works and Their Adaptations. [S.l.]: McFarland. ISBN 978-0-7864-9279-4
- Orr, Leonard (2009). James' The Turn of the Screw: A Readers Guide. London, New York: Bloomsbury. ISBN 978-0-8264-3019-9
- Simon, Linda (2007). The Critical Reception of Henry James: Creating a Master. London: Camden House. ISBN 978-1-571-13319-9
- Slide, Anthony (2013). Fifty Classic British Films, 1932-1982: A Pictorial Record. [S.l.]: Courier Corporation. ISBN 978-0-486-14851-9
- Tintner, Adeline R. (1998). Henry James's Legacy: The Afterlife of His Figure and Fiction. [S.l.]: Louisiana State University Press. ISBN 978-0-807-12157-3